# Gustav Lindh
Gustav Hans Lindh (født 4. juni 1995 i Västerås) er en svensk skuespiller.
Mellem 13 og 18 års-alderen var Gustav Lindh med i Amfora Produktion, som er et musicalteater for unge i Västerås. Han studerede på Teaterhögskolan i Malmö fra 2014 2017.
I 2019 spillede han rollen som Gustav i det dansk-svenske drama Dronningen af May el-Toukhy, hvilket gav ham Bodilprisen for bedste mandlige birolle.

## Udvalgt filmografi
- Cirklen (tv-serie, 2015)
- Jordskott (tv-serie, 2017)
- Beck (tv-serie, 2016)
- Springfloden (tv-serie, 2016)
- All Inclusive (2017)
- Maria Wern (tv-serie, 2018)
- Sthlm Rekviem (tv-serie, 2018)
- Dronningen (2019)
- Elsk mig (tv-serie, 2019-2021)
- Orca (2020)
- Retfærdighedens ryttere (2020)
- Top Dog (tv-serie, 2020-2023)
- The Dark Heart (tv-serie, 2022)
- The Northman (2022)
- Diorama (2022)
- Brænd alle mine breve (2022)
- Bastarden (2023)